# Maurice Garçot
Œuvres principales
Nancy la Ducale
Maurice Garçot, né le 31 mai 1883 à Épinal et mort le 27 juillet 1969 à Nancy, est un écrivain régionaliste français historien de la Lorraine.

## Biographie
Maurice Garçot naît le 31 mai 1883 à Épinal (Vosges), no 12 rue de Léopold Bourg. Son père, Pierre Garçot, d'origine mosellane, est alors officier en garnison à Épinal, tandis que sa mère, Marie Catherine "Amélie" Quanson (1851-1936), est native de la cité,. 
Il fait ses études à Épinal puis à Nancy. Se destinant comme son père à la carrière militaire, il s'engage en 1903 à Saint-Cyr. Nommé lieutenant en 1913 au 160e régiment d'infanterie, affecté en 1914 au 168e régiment d'infanterie en casernement à Toul et au fort de Frouard, il participe comme capitaine de la 9e compagnie du 168e aux combats du Bois-le-Prêtre. Victime des gaz de combat, il est mis par décret de 1918 en non-activité pour infirmité temporaire, puis renonce à la carrière militaire, qu'il termine en 1919 comme capitaine du 26e régiment d'infanterie.
Résidant désormais à Nancy, ville qu'il ne quittera plus, domicilié rue de Bitche, célibataire, il se réadapte à la vie civile, exerçant de 1924 à 1940 les fonctions de secrétaire administrateur de l'Office d'hygiène sociale de Meurthe-et-Moselle, où il contribue avec le professeur Jacques Parisot à la création du préventorium de Flavigny-sur-Moselle.
Après s'être essayé sans grand succès au roman, il est, de 1929 à 1935, chroniqueur à L'Éclair de l'Est, chargé de la critique littéraire et de la critique d'art. Il est récompensé en 1934 du Prix Erckmann-Chatrian pour Nancy la Ducale, le premier de ses ouvrages consacrés à la Lorraine, son histoire et ses personnages. En 1949, il fait paraître un autre livre sur Nancy (Nancy, éd. Arthaud), novateur pour l'époque par sa riche illustration de photographies en héliogravure avec en couverture un dessin en couleur de la place Stanislas, qui sera son meilleur succès de librairie. 
Il publie des articles dans le Le Pays lorrain, Le Télégramme des Vosges, Les Cahiers lorrains, etc., consacrés notamment à des peintres nancéiens (Jules Bastien-Lepage, Émile Friant, Jean-Baptiste Isabey…) et des écrivains. 
Passionné par toutes les formes d'expression artistique, il devient 
l'ami des peintres qui font entre les deux guerres le renom de la cité lorraine, Victor Prouvé, Henri Royer, Auguste Desch, Étienne Cournault, Michel Colle, Victor Guillaume…
En 1945, il est élu président de l'Association des artistes lorrains et membre titulaire de l'Académie de Stanislas, dont il était membre associé depuis 1932.
Il décède le 27 juillet 1969 à l'hospice Saint-Julien de Nancy après une longue maladie,,. 

## Œuvres
- L'Entrave (roman), Paris, Grasset, 1912, 301 p.
- Réflexions sur le courage, Paris, Chapelot, 1921
- L'Aviateur sous le chloroforme (roman), Paris, La Revue de l'Université, 1925
- L'Envol tragique (roman), Paris, La Pensée Française, 1926
- La vie, l'amour, les femmes : notes et maximes, Paris, Les Gémeaux, 1927, 69 p.
- Nancy la ducale : ses jours sombres, ses heures claires  (préf. Christian Pfister), Paris, Arts Graphiques (réimpr. 1966, Nancy,  Berger-Levrault) (1re éd. 1932), 302 p. Prix Erckmann-Chatrian 1934
- Kléber, Paris, Berger-Levrault, 1936
- En passant par la Lorraine  (ill. Léon Husson), Paris, SEPF, coll. « Provinces françaises », 1946, 135 p.
- Gens de Lorraine : Contes, Nancy, Société d'impressions typographiques, 1947, 95 p.
- Nancy, Grenoble-Paris, B. Arthaud, coll. « Aspects de la France », 1949, 80 p.
- Duel Napoléon-Moreau, Paris, Nouvelles éditions latines, 1951, 192 p.
- Stanislas Leszczynski, Paris, Berger-Levrault, 1953, 163 p.
- Sébastopol, Paris, Berger-Levrault, 1955, 222 p.
- La vie, l'amour, le courage : notes et maximes, Paris, Nouvelles éditions latines, 1958, 94 p.
- La Mort du Téméraire  (ill. Michel Jamar), Paris, Berger-Levrault, 1961, 180 p.
- Gens de Lorraine : Six contes et une comédie, Nancy, Georges Thomas, 1967, 240 p.
- Saint-Elme : Une poule chez les aigles, Paris, Éditions du Scorpion, 1967, 191 p.
- Scènes et dialogues en marge de l'histoire de Lorraine, Nancy, Georges Thomas, 1968, 194 p.
- Théâtre :
  - Courrier du cœur : comédie, Nancy, Georges Thomas, 1961, 95 p.
  - L'Oncle et le Mari : pièce en cinq actes, Nancy, Georges Thomas, 1968, 106 p.

## Distinctions et décorations
- Prix Erckmann-Chatrian 1934 pour Nancy la Ducale
- Grand prix littéraire de la Ville de Nancy pour l'ensemble de son œuvre
- Membre de l'Académie de Stanislas
- Chevalier de la Légion d'honneur 1926
- Officier de l'ordre des Palmes académiques
- Médaille militaire
- Croix de guerre 1914-1918